# (2685) Masursky
(2685) Masursky – jedna z małych planetoid z pasa głównego.

## Odkrycie
Planetoida została odkryta 3 maja 1981 roku w Lowell Observatory (Anderson Mesa Station) w Flagstaff przez Edwarda Bowella. Nazwa planetoidy pochodzi od Harolda Masursky’ego, geologa zajmującego się planetologią. Przed nadaniem nazwy planetoida nosiła oznaczenie tymczasowe (2685) 1981 JN.

## Orbita
Orbita (2685) Masursky nachylona jest do płaszczyzny ekliptyki pod kątem 12,13°. Na jeden obieg wokół Słońca ciało to potrzebuje 4 lata i 43 dni, krążąc w średniej odległości 2,56 j.a. od Słońca. Średnia prędkość orbitalna tej planetoidy to ok. 18,58 km/s. 
Planetoida ta należy do rodziny planetoidy Eunomia.

## Właściwości fizyczne
(2685) Masursky ma średnicę 10,74 km. Jej albedo wynosi 0,06-0,11, a jasność absolutna to 12,2m. Średnia temperatura na jej powierzchni sięga 176 K (maksymalna 264 K, czyli -9° C). Planetoida ta zalicza się do typu S.

## Badania
23 stycznia 2000 roku sonda kosmiczna Cassini przeleciała w pobliżu tej planetoidy (w odległości ok. 1,6 mln km). Zdjęcia wykonane wówczas przez próbnik ukazały jedynie jasny punkt, ale pomiary wtedy wykonane pozwoliły oszacować rozmiary tej planetoidy.